# Río Messalo
El río Messalo es el mayor río del noreste de Mozambique (África). Atraviesa las provincias de Niassa y Cabo Delgado, desembocando en el océano Índico tras recorrer 530 km.
Fluye a través de la provincia de Niassa y la provincia de Cabo Delgado, pasa cerca de Chai y desemboca en el Canal de Mozambique del océano Índico en la playa de Quiterajo. El Río Messalo tiene 530 km de longitud, mientras que la cuenca tiene un tamaño de 24.000 km². El río inundó sus orillas en marzo de 2000 durante la inundación de Mozambique de 2000
La autopista 247 cruza el río Messalo. Los principales asentamientos en el río son Natulo y Marere (en la costa).

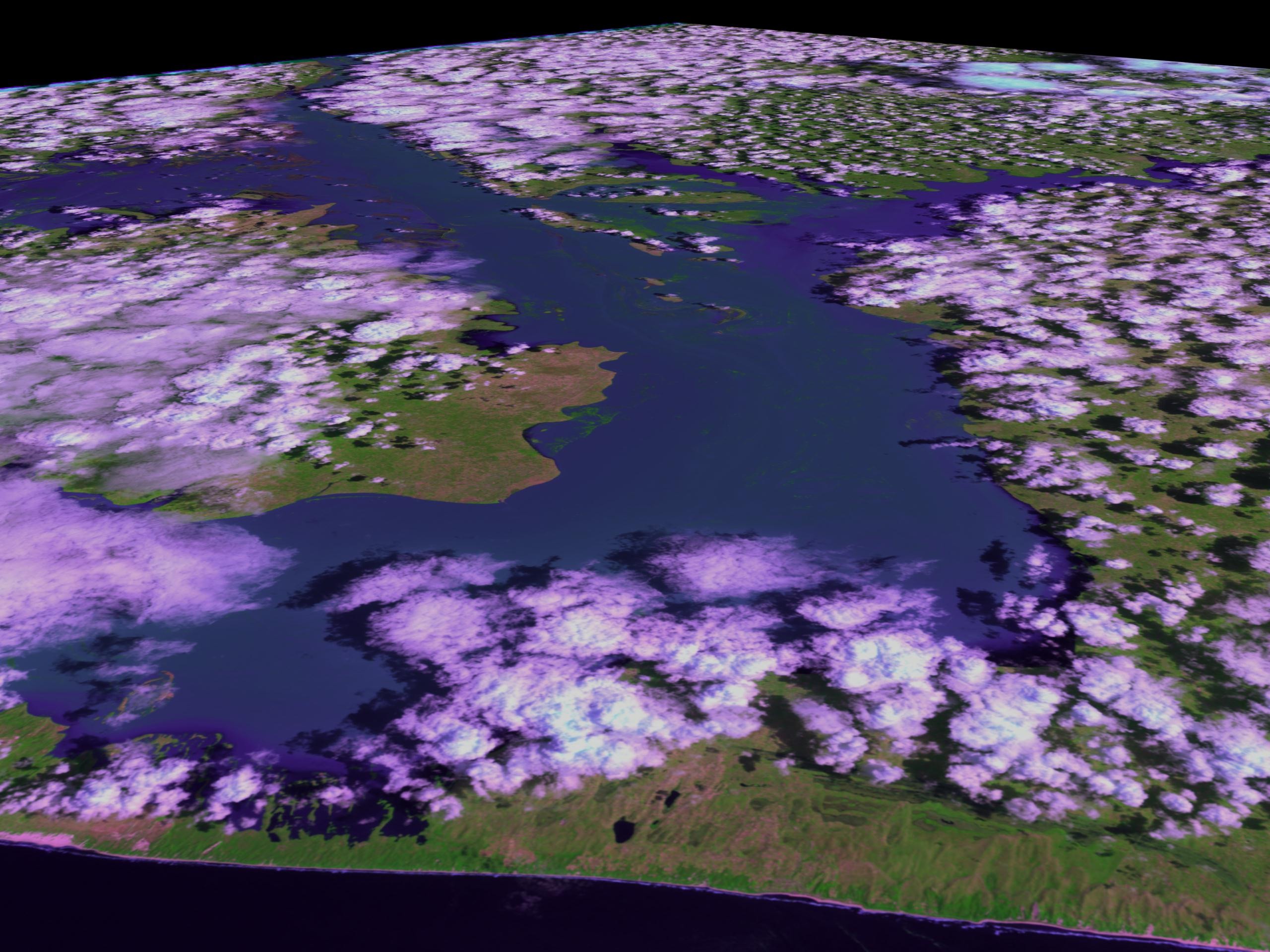
Inundaciones en Mozambique en 2000

## Geografía
El río Messalo drena una cuenca de 24.000 km². Es el octavo río más grande de las 18 principales cuencas fluviales que drenan Mozambique.
El río Mesalo, el segundo río más grande de la provincia de Cabo Delgado, en el norte de Mozambique, delimita al sur la zona costera, a lo largo de la franja costera del océano Índico, en el distrito de Macomia; los demás límites de la zona costera están fijados por el Diquide al sur y la línea de costa al este. El estuario abarca 5.000 hectáreas de bosques de manglares prístinos no afectados por la interferencia antropogénica.

## Agricultura
La agricultura, que en su mayor parte es de subsistencia y se practica a lo largo de los ríos, pantanos y lagos cercanos a las aldeas, abarca el cultivo de arroz, mandioca, mijo, maíz, batatas, frijoles y cocos. A lo largo del río Messalo, las praderas aluviales ofrecen suelos fértiles que tienen un potencial de retención de la humedad en la estación seca. Estas tierras se utilizan para el cultivo de arroz y otros cultivos. Hay posibilidades de conseguir dos cosechass de arroz. La plantación de arroz se realiza en noviembre y diciembre y se cosecha alrededor de mayo y junio. Sin embargo, hay quejas de que los cultivos son destruidos debido a la depredación de la vida salvaje.

## Fauna y la flora
La Zona de Vida Silvestre de Messalo, llamada así por el río, es una zona de safari interior de 33.000 hectáreas. Se caracteriza por la sabana de acacias y palmeras, el bosque costero y el bosque de miombo. El delta del río del Messalo y el Zambeze son el hogar de algunos de los más densos bosques de manglares de la región.
El león, el leopardo y el elefante habitan la zona. El Nothobranchius sp. de río Messalo, una especie de pez asesino endémico del río Messalo es también una especie de exhibición de acuario, que desova en turba o en sustratos de desove similares y adopta plenamente las condiciones de agua neutra con una temperatura del agua en el rango de 24-27 °C (75-81 °F).
En el estuario costero del río, sus humedales son un lugar de cría de aves, varios peces y especies de crustáceos. El limo aluvial se deposita en el estuario. En general, la franja costera, que subsume el estuario del Messalo (el punto caliente de la biodiversidad), tiene una rica vegetación marina, aparte de los manglares, como las praderas de hierba marina. La vida silvestre, en la región mayormente inexplorada de la zona costera, incluye la fauna marina que comprende tortugas y dugongos en gran número. La vida silvestre que allí se encuentra consiste en el elefante, búfalo, varios antílopes (antílope acuático, eland, kudú mayor, sable, suni, oribi, duiker), cerdos y primates, musaraña elefante, depredadores como hiena, leopardo, perro salvaje (en jaurías de 20 o más), león (en cantidades de 2000 o más); el elefante africano y las especies de perros salvajes están clasificados como "en peligro" en la Lista Roja de Animales Amenazados de la UICN. Los elefantes, el rinoceronte negro, el impala, la cebra, el  antílope de Lichtenstein, el ñu, el guepardo y el antílope, aunque ya se ha informado de ellos en el pasado, esperan una reconfirmación. La zona costera no tiene ninguna población humana dentro de sus límites, salvo algunas aldeas a lo largo del tramo de 10 kilómetros de la carretera principal a Mocimboa de Praia (carretera Macomia-Mocimboa) que bordea el límite del proyecto. La pesca es una dedicación importante para las personas que viven en el estuario, aunque los "pescadores transitorios" que compiten con ellos en esta actividad económica son una desventaja. Los moluscos y crustáceos son recogidos por las mujeres en la zona intermareal para su consumo. Los pepinos de mar también se cosechan y secan para su venta comercial. La cal blanca o material de construcción se produce utilizando variedades específicas de gasterópodos (Chicoreus ramosus, Fasciolaria trapezium).